# محوطه نامیوند سفلی
محوطه نامیوند سفلی مربوط به دوره اشکانیان است و در شهرستان کرمانشاه، بخش ماهیدشت، دهستان چغانرگس، ۱/۵ کیلومتری غرب روستای نامیوند سفلی واقع شده و این اثر در تاریخ ۷ اسفند ۱۳۸۶ با شمارهٔ ثبت ۲۱۷۲۹ به‌عنوان یکی از آثار ملی ایران به ثبت رسیده است.